# 아테네 올림픽 테니스 센터
아테네 올림픽 테니스 센터은 그리스 아테네에 있는 테니스 경기장이다. 2004년 하계 올림픽 테니스 종목 경기장으로 사용되었다. 16개의 테니스 코트가 존재한다.

## 연혁
2004년 하계 올림픽을 개최하기 위해 건립되었으며 2004년 2월에 완공되었다. 2004년 8월 2일에 공식적으로 개장되었다. 2004년 올림픽 테니스 주 경기장으로 사용되었다.
2017년, 그리스 바스켓 리그의 팀인 AEK BC가 아테네 올림픽 테니스 센터의 메인 코트를 농구 경기장으로 개조해 홈 경기장으로 사용할 것이라는 계획이 드러나기도 했다.